# Hoyos de Miguel Muñoz
Hoyos de Miguel Muñoz är en kommun i Spanien.   Den ligger i provinsen Provincia de Ávila och regionen Kastilien och Leon, i den centrala delen av landet, 120 km väster om huvudstaden Madrid.